# カミング・アップ (曲)
「カミング・アップ」（Coming Up）は、ポール・マッカートニーの楽曲である。1980年4月11日にアルバム『マッカートニーII』からの先行シングルとして発売、B面にはウイングスの英国ツアーから、1979年12月17日に行われたスコットランド・グラスゴー公演での同曲のライブ音源と、ウイングスのアルバム『ヴィーナス・アンド・マース』（1975年）制作時に録音され、未発表となっていた「ランチ・ボックス〜オッド・ソックス」が収録されている。この関係からB面収録曲のみ、クレジットが「ポール・マッカートニー & ウイングス」となっている。
本曲は、全英シングルチャートで最高位2位を獲得、また、Billboard Hot 100ではB面のライブ音源が第1位を獲得した。

## 背景
マッカートニーは、「元々はスコットランドにある僕の農場で作ったもの。毎日のようにスタジオに行って、まずはドラムのトラックを作ってみたんだ。どんな曲になるのか分からないまま、少しずつ作り上げていって、ドラムを叩いた後にギターやベースを加えてバッキング・トラックを作っていったんだ」と語っている。また、マッカートニーは同インタビューで「自分の声を速くしたり、少し下げたりできるスピード・マシンを使って作業をしていたんだ。それで声の響きが生まれたんだよ。で、少しスピードを上げて、僕が遊んでいたエコー・マシンに通したんだ」と語っている。
ジョン・レノンは、1980年の秋に行われたインタビューで本曲について「良い仕事だと思った」と評価している。本曲が発表された当時、活動休止中だったレノンは同年4月9日に一家でロング・アイランドを訪れ、その翌日に車中のラジオで本作を聴き「頭から離れない」と言って、本曲のメロディを口ずさんでいたという。こうしてレノンは、「ディア・ヨーコ」の作曲を皮切りに、6月から7月にかけて9曲のデモ・テープを作成、音楽活動を再開させた。
また、マッカートニーは「どうやらジョンはニューヨークでこの曲を聞いたらしい。ジョンのドキュメンタリーを見ていたら、誰かが『ポールのレコードを持ってきて、ジョンに聞かせた』と話していたんだ。するとジョンは『ちくしょう、やりやがったな。俺も頑張らないと！』となってね。嬉しくなる話じゃないか。つまり僕が彼のお尻を押したのだよ」、「ジョンをインスパイア出来た曲だから「カミング・アップ」を誇りに思っている」と語っている。
イエロー・マジック・オーケストラのアルバム『増殖』に収録の「NICE AGE」で、訪日したマッカートニーが大麻不法所持容疑で逮捕勾留されたことをニュース速報として読み上げるパートがあり、そこで"Coming up Like a Flower"というフレーズが登場する。

## ライブ音源
B面に収録されているライブ音源は、1979年12月のウイングスのグラスゴー公演で録音されたもの。この関係から、B面に収録されているこのライブ音源とアルバム『ヴィーナス・アンド・マース』からのアウトテイクとなる「ランチ・ボックス〜オッド・ソックス」のクレジットは、ポール・マッカートニー & ウイングスとなっている。
B面に収録の「カミング・アップ (ライヴ)」は、1987年発売のベスト・アルバム『オール・ザ・ベスト』（アメリカ盤）および2001年の『夢の翼〜ヒッツ&ヒストリー〜』にも収録されたものの、シングル収録テイクと収録時間が異なっている。

## ミュージック・ビデオ
「カミング・アップ」のミュージック・ビデオでは、マッカートニーがハンク・マーヴィン（シャドウズ）、ジョン・ボーナム（レッド・ツェッペリン）やバディ・ホリー、サックス奏者のアンディ・マッケイやフランク・ザッパ、ビートルズ時代のマッカートニーなど、自分自身を含む10人のミュージシャンを演じ、リンダ・マッカートニーが2名のコーラス役を演じている。ドラムセットには「THE PLASTIC MACS」と書かれているが、これはレノンが『ロックンロール・サーカス』に出演した際に結成したバンドのザ・ダーティー・マックと、プラスティック・オノ・バンドに由来している。
ミュージック・ビデオは、イギリスでは『ケニー・エベレット・ビデオ・ショー』（1980年4月14日放送回）、アメリカでは『サタデー・ナイト・ライヴ』（1980年5月17日放送回）でプレミア公開された。

## シングル収録曲
| #         | タイトル                                                   | 作詞・作曲                                    | アーティスト名義                    | 時間  |
| --------- | ---------------------------------------------------------- | --------------------------------------------- | ----------------------------------- | ----- |
| 1.        | 「カミング・アップ」(Coming Up)                            | ポール・マッカートニー                        | ポール・マッカートニー              | 3:45  |
| 2.        | 「カミング・アップ (ライヴ)」(Coming Up (Live At Glasgow)) | ポール・マッカートニー                        | ポール・マッカートニー & ウイングス | 3:42  |
| 3.        | 「ランチ・ボックス〜オッド・ソックス」(Lunch Box/Odd Sox)  | ポール・マッカートニー リンダ・マッカートニー | ポール・マッカートニー & ウイングス | 3:46  |
| 合計時間: | 合計時間:                                                  | 合計時間:                                     | 合計時間:                           | 11:13 |

## クレジット
スタジオ音源
- ポール・マッカートニー - リード・ボーカル、キーボード、ギター、ベース、ドラム
- リンダ・マッカートニー - バッキング・ボーカル

ライブ音源
- ポール・マッカートニー - リード・ボーカル、ベース
- リンダ・マッカートニー - キーボード、ボーカル
- デニー・レイン - ギター、ボーカル
- ローレンス・ジューバー - ギター
- スティーブ・ホーリー - ドラム
- トニー・ドージー - トロンボーン
- サディアス・リチャード - サクソフォーン
- ハウイー・ケイシー - サクソフォーン
- スティーブ・ハワード - トランペット

ランチ・ボックス〜オッド・ソックス
- ポール・マッカートニー - ピアノ
- リンダ・マッカートニー - モーグ・シンセサイザー
- デニー・レイン - ギター
- ジェフ・ブリトン - ドラム
- トニー・ドーシー　- ベース

## チャート成績

### 週間チャート
| チャート (1980年)                                                                                     | 最高位 |
| --- | ------ |
| オーストラリア (Kent Music Report)                                                                    | 2      |
| オーストリア (Ö3 Austria Top 40)                                                                      | 15     |
| ベルギー (Ultratop 50 Flanders)                                                                       | 18     |
| Canada Top Singles (RPM)                                                                              | 1      |
| オランダ (Single Top 100)                                                                             | 20     |
| ドイツ (GfK Entertainment charts)                                                                     | 11     |
| ニュージーランド (Recorded Music NZ)                                                                  | 2      |
| ノルウェー (VG-lista)                                                                                 | 2      |
| UK シングルス (OCC)                                                                                   | 2      |
| - US Billboard Hot 100 - 「カミング・アップ (ライヴ・アット・グラスゴー)」でのランクイン              | 1      |
| - US Adult Contemporary (Billboard) - 「カミング・アップ (ライヴ・アット・グラスゴー)」でのランクイン | 48     |

### 年間チャート
| チャート (1980年)                    | 順位 |
| ------------------------------------ | ---- |
| オーストラリア (Kent Music Report)   | 22   |
| Canada Top Singles (RPM)             | 11   |
| イタリア (FIMI)                      | 40   |
| ニュージーランド (Recorded Music NZ) | 2    |
| US Top Pop Singles (Billboard)       | 7    |

### オールタイム・チャート
| チャート (1980年)    | 順位 |
| -------------------- | ---- |
| US Billboard Hot 100 | 241  |

## 認定
| 国/地域                    | 認定 | 認定/売上数 |
| -------------------------- | ---- | ----------- |
| アメリカ合衆国 (RIAA)      | Gold | 1,000,000^  |
| ^ 認定のみに基づく出荷枚数 |      |             |